# Lestrevet

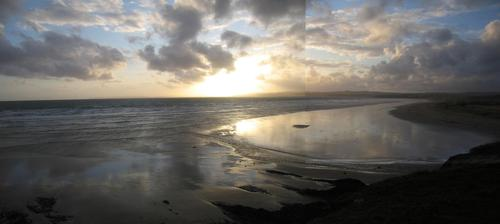
Sunset à Lestrevet

Lestrevet est une plage appartenant à la commune de Plomodiern dans le Finistère.
Son exposition sud-ouest en fait un spot de prédilection pour les véliplanchistes et autres kitesurfers. Il existe d'ailleurs une ecole de char à voile (char à voile du bout du monde), situé en milieu de plage.